# گمینا زابروجه
گمینا زابروجه (به لهستانی:  Gmina Zabrodzie) یک گمینا در لهستان است که در شهرستان وشکوف واقع شده‌است. گمینا زابروجه ۹۲٫۰۳ کیلومتر مربع مساحت و ۵٬۸۴۷ نفر جمعیت دارد.